# Iași
Iași (pronúncia: /jaʃʲ/; em húngaro: Jászvásár, tradicionalmente escrita em várias línguas europeias ocidentais Jassi, Jassy ou Iassy) é uma cidade e município da Romênia e a capital do județ (distrito) de Iași, na região da Moldávia. O município tem 94 km² e em 2011 a cidade tinha 290 422 habitantes e a sua área metropolitana tinha 507 100 habitantes.[carece de fontes?]
É a segunda maior cidade da Romênia, a seguir a Bucareste. Entre 1564 e 1859 foi a capital do Principado da Moldávia; depois disso, entre 1859 e 1862, foi uma das duas capitais dos Principados Unidos da Valáquia e Moldávia (1859–1881); entre 1916 e 1918 foi a capital da Romênia.[carece de fontes?]
O Palácio de Cultura de Jassy, de estilo neogótico, foi construído entre 1907 e 1926 no local de um antigo palácio principesco, desenhado pelo arquitecto I. D. Berindei, é agora um vasto complexo museológico.
| 1831    | 1859    | 1912    | 1930    | 1948    | 1956    |
| 59 880  | 65 745  | 75 229  | 102 872 | 96 075  | 112 977 |
|         | 9,8%    | 14,4%   | 36,7%   | 6,6%    | 17,6%   |
| 1966    | 1977    | 1992    | 2002    | 2011    |         |
| 161 023 | 265 002 | 344 425 | 320 888 | 290 442 |         |
| 42,5%   | 64,6%   | 30%     | 6,8%    | 9,5%    |         |